# Élections législatives de 1997 en Charente
Les élections législatives françaises de 1997 se déroulent les 25 mai et 1er juin 1997. Dans le département de la Charente, quatre députés sont à élire dans le cadre de quatre circonscriptions.

## Élus
| Circonscription | Député sortant                       | Parti | Parti    | Député élu ou réélu   | Parti | Parti |
| --------------- | ------------------------------------ | ----- | -------- | --------------------- | ----- | ----- |
| 1re             | Georges Chavanes                     |       | UDF (FD) | Jean-Claude Viollet   |       | PS    |
| 2e              | Pierre-Rémy Houssin                  |       | RPR      | Marie-Line Reynaud    |       | PS    |
| 3e              | Henri Panon Desbassayns de Richemont |       | RPR      | Jérôme Lambert        |       | PS    |
| 4e              | Jean-Claude Beauchaud                |       | PS       | Jean-Claude Beauchaud |       | PS    |

## Résultats

### Résultats à l'échelle du département
| Parti          | Parti                              | Premier tour | Premier tour | Second tour | Second tour | Sièges |
| Parti          | Parti                              | Voix         | %            | Voix        | %           | Sièges |
| -------------- | ---------------------------------- | ------------ | ------------ | ----------- | ----------- | ------ |
|                | Parti socialiste                   | 56 221       | 34,40        | 100 279     | 57,22       | 4      |
|                | Parti communiste français          | 15 886       | 9,72         |             |             | 0      |
|                | Les Verts                          | 7 662        | 4,69         | 0           |             |        |
|                | Mouvement des citoyens             | 2 565        | 1,57         | 0           |             |        |
|                | Gauche plurielle                   | 82 334       | 50,38        | 100 279     | 57,22       | 4      |
|                |                                    |              |              |             |             |        |
|                | Rassemblement pour la République   | 28 704       | 17,56        | 41 172      | 23,49       | 0      |
|                | Union pour la démocratie française | 22 422       | 13,72        | 33 812      | 19,29       | 0      |
|                | La Droite indépendante             | 5 678        | 3,47         |             |             | 0      |
|                | Divers droite                      | 206          | 0,13         | 0           |             |        |
|                | Droite parlementaire               | 57 010       | 34,88        | 74 984      | 42,78       | 0      |
|                |                                    |              |              |             |             |        |
|                | Front national                     | 16 715       | 10,23        |             |             | 0      |
|                | Divers écologiste dont MÉI et GÉ   | 3 314        | 2,03         | 0           |             |        |
|                | Lutte ouvrière                     | 2 704        | 1,65         | 0           |             |        |
|                | Régionaliste                       | 844          | 0,52         | 0           |             |        |
|                | Extrême droite                     | 512          | 0,31         | 0           |             |        |
|                |                                    |              |              |             |             |        |
| Inscrits       | Inscrits                           | 250 312      | 100,00       | 250 324     | 100,00      | 4      |
| Abstentions    | Abstentions                        | 76 615       | 30,61        | 65 310      | 26,09       |        |
| Votants        | Votants                            | 173 697      | 69,39        | 185 014     | 73,91       |        |
| Blancs et nuls | Blancs et nuls                     | 10 264       | 5,91         | 9 751       | 5,27        |        |
| Exprimés       | Exprimés                           | 163 433      | 94,09        | 175 263     | 94,73       |        |

### Résultats par circonscription

#### Première circonscription (Angoulême)
| Candidat       | Candidat                | Parti          | Premier tour | Premier tour | Second tour | Second tour |  |
| Candidat       | Candidat                | Parti          | Voix         | %            | Voix        | %           |  |
| -------------- | ----------------------- | -------------- | ------------ | ------------ | ----------- | ----------- |  |
|                | Philippe Mottet         | UDF (FD)       | 13 051       | 33,98        | 19 433      | 46,77       |  |
|                | Jean-Claude Viollet élu | PS             | 11 159       | 29,05        | 22 118      | 53,23       |  |
|                | Alain Leroy             | FN             | 4 110        | 10,7         |             |             |  |
|                | Maryse Dumeix           | PCF            | 2 877        | 7,49         |             |             |  |
|                | Bernard Desbordes       | MDC            | 1 749        | 4,55         |             |             |  |
|                | Jean Revéreault         | Les Verts      | 1 717        | 4,47         |             |             |  |
|                | Jean-Pierre Courtois    | LO             | 1 046        | 2,72         |             |             |  |
|                | Joël Bouchaud           | LDI (CNIP)     | 981          | 2,55         |             |             |  |
|                | Daniel Grandclément     | GÉ             | 865          | 2,25         |             |             |  |
|                | Jean-Louis Ranc         | MÉI            | 338          | 0,88         |             |             |  |
|                | Michel Debœuf           | Extrême gauche | 314          | 0,82         |             |             |  |
|                | Olivier Gallet          | diss. UDF      | 206          | 0,54         |             |             |  |
|                |                         |                |              |              |             |             |  |
| Inscrits       | Inscrits                | Inscrits       | 60 742       | 100,00       | 60 753      | 100,00      |  |
| Abstentions    | Abstentions             | Abstentions    | 20 021       | 32,96        | 16 938      | 27,88       |  |
| Votants        | Votants                 | Votants        | 40 721       | 67,04        | 43 815      | 72,12       |  |
| Blancs et nuls | Blancs et nuls          | Blancs et nuls | 2 308        | 5,67         | 2 264       | 5,17        |  |
| Exprimés       | Exprimés                | Exprimés       | 38 413       | 94,33        | 41 551      | 94,83       |  |

#### Deuxième  circonscription (Cognac)
| Candidat       | Candidat                    | Parti          | Premier tour | Premier tour | Second tour | Second tour |  |
| Candidat       | Candidat                    | Parti          | Voix         | %            | Voix        | %           |  |
| -------------- | --------------------------- | -------------- | ------------ | ------------ | ----------- | ----------- |  |
|                | Pierre-Rémy Houssin sortant | RPR            | 12 830       | 33,47        | 18 808      | 45,19       |  |
|                | Marie-Line Reynaud élue     | PS             | 12 149       | 31,69        | 22 813      | 54,81       |  |
|                | Jean Dupuis                 | FN             | 4 282        | 11,17        |             |             |  |
|                | Simone Fayaud               | PCF            | 3 337        | 8,7          |             |             |  |
|                | Bruno Asseray               | LDI (MPF)      | 2 254        | 5,88         |             |             |  |
|                | Pascal Bellanger            | Les Verts      | 1 521        | 3,97         |             |             |  |
|                | Daniel Mercier              | MÉI            | 882          | 2,3          |             |             |  |
|                | Guy Lafont                  | MDC            | 816          | 2,13         |             |             |  |
|                | Rose Desport                | Extrême droite | 264          | 0,69         |             |             |  |
|                |                             |                |              |              |             |             |  |
| Inscrits       | Inscrits                    | Inscrits       | 60 383       | 100,00       | 60 373      | 100,00      |  |
| Abstentions    | Abstentions                 | Abstentions    | 19 596       | 32,45        | 16 516      | 27,36       |  |
| Votants        | Votants                     | Votants        | 40 787       | 67,55        | 43 857      | 72,64       |  |
| Blancs et nuls | Blancs et nuls              | Blancs et nuls | 2 452        | 6,01         | 2 236       | 5,1         |  |
| Exprimés       | Exprimés                    | Exprimés       | 38 335       | 93,99        | 41 621      | 94,9        |  |

#### Troisième circonscription (Confolens)
| Candidat       | Candidat                                     | Parti          | Premier tour | Premier tour | Second tour | Second tour |  |
| Candidat       | Candidat                                     | Parti          | Voix         | %            | Voix        | %           |  |
| -------------- | -------------------------------------------- | -------------- | ------------ | ------------ | ----------- | ----------- |  |
|                | Jérôme Lambert élu                           | PS             | 16 070       | 33,77        | 28 883      | 56,36       |  |
|                | Henri Panon Desbassayns de Richemont sortant | RPR            | 15 874       | 33,36        | 22 364      | 43,64       |  |
|                | Patrick Berthault                            | PCF            | 6 195        | 13,02        |             |             |  |
|                | Michel Tessier                               | FN             | 4 440        | 9,33         |             |             |  |
|                | Yves Manguy                                  | Les Verts      | 2 840        | 5,97         |             |             |  |
|                | Bruno Lafenêtre                              | LDI (CNIP)     | 1 323        | 2,78         |             |             |  |
|                | Jean Urroz                                   | Régionaliste   | 844          | 1,77         |             |             |  |
|                |                                              |                |              |              |             |             |  |
| Inscrits       | Inscrits                                     | Inscrits       | 68 788       | 100,00       | 68 804      | 100,00      |  |
| Abstentions    | Abstentions                                  | Abstentions    | 17 963       | 26,11        | 14 685      | 21,34       |  |
| Votants        | Votants                                      | Votants        | 50 825       | 73,89        | 54 119      | 78,66       |  |
| Blancs et nuls | Blancs et nuls                               | Blancs et nuls | 3 239        | 6,37         | 2 872       | 5,31        |  |
| Exprimés       | Exprimés                                     | Exprimés       | 47 586       | 93,63        | 51 247      | 94,69       |  |

#### Quatrième circonscription (Angoulême-Nord)
| Candidat       | Candidat                            | Parti          | Premier tour | Premier tour | Second tour | Second tour |  |
| Candidat       | Candidat                            | Parti          | Voix         | %            | Voix        | %           |  |
| -------------- | ----------------------------------- | -------------- | ------------ | ------------ | ----------- | ----------- |  |
|                | Jean-Claude Beauchaud sortant réélu | PS             | 16 843       | 43,08        | 26 465      | 64,8        |  |
|                | Patrick Riffaud                     | UDF (PPDF)     | 9 371        | 23,97        | 14 379      | 35,2        |  |
|                | Dominique Deprecq                   | FN             | 3 883        | 9,93         |             |             |  |
|                | Alain Proux                         | PCF            | 3 477        | 8,89         |             |             |  |
|                | Jean-Claude Caraire                 | Les Verts      | 1 584        | 4,05         |             |             |  |
|                | Anne Mainguy                        | LO             | 1 344        | 3,44         |             |             |  |
|                | Alain Chailloux                     | LDI (CNIP)     | 1 120        | 2,86         |             |             |  |
|                | Jérôme Roguez                       | GÉ             | 735          | 1,88         |             |             |  |
|                | Stéphane Richard-Lostalen           | MÉI            | 494          | 1,26         |             |             |  |
|                | Patrick Bourdareau                  | Extrême droite | 248          | 0,63         |             |             |  |
|                |                                     |                |              |              |             |             |  |
| Inscrits       | Inscrits                            | Inscrits       | 60 399       | 100,00       | 60 394      | 100,00      |  |
| Abstentions    | Abstentions                         | Abstentions    | 19 035       | 31,52        | 17 171      | 28,43       |  |
| Votants        | Votants                             | Votants        | 41 364       | 68,48        | 43 223      | 71,57       |  |
| Blancs et nuls | Blancs et nuls                      | Blancs et nuls | 2 265        | 5,48         | 2 379       | 5,5         |  |
| Exprimés       | Exprimés                            | Exprimés       | 39 099       | 94,52        | 40 844      | 94,5        |  |